# Peterhof
 (février 2014).
Si vous disposez d'ouvrages ou d'articles de référence ou si vous connaissez des sites web de qualité traitant du thème abordé ici, merci de compléter l'article en donnant les références utiles à sa vérifiabilité et en les liant à la section « Notes et références ».
Peterhof (en russe : Петергоф, de l'allemand Peterhof « la cour de Pierre ») est une municipalité du district de Petrodvorets de l'agglomération de Saint-Pétersbourg. De 1944 à 1997, la ville porte le nom de Petrodvorets et beaucoup de Russes s'y réfèrent encore par cette appellation. Cette municipalité est connue pour sa série de palais et de jardins, construits sur ordre de l'empereur de Russie Pierre le Grand dans les années 1720. Surnommée la « Versailles russe », la ville abrite aussi un campus important de l’université de Saint-Pétersbourg, ainsi que l’usine de montres de Petrodvorets, autrefois l'une des principales manufactures de montres de l’Union soviétique. Peterhof est situé à environ 25 km du centre de Saint-Pétersbourg, sur la rive sud du golfe de Finlande, bras de la mer Baltique.

## Histoire
L'emplacement fut choisi comme site de construction pour la résidence de Pierre le Grand, tsar de Russie. C'est après un voyage en France qu'il ordonna de faire élever un palais grandiose qui dépasserait en beauté le palais de Versailles.
Les travaux débutèrent en 1714 dans le parc de Peterhof. Le tsar lui-même surveillait la construction de son palais et habitait pendant ce temps dans la maisonnette Monplaisir, encore visible aujourd'hui. Les travaux furent officiellement terminés en 1723.
Le château et les jardins ont beaucoup souffert des déprédations de l'armée allemande durant la Seconde Guerre mondiale.
La composante la plus spectaculaire du parc est un talus aménagé contre une falaise de soixante mètres de haut à moins de cent mètres de la rive du golfe de Finlande à partir duquel s'étendent les Jardins du bas (Nijniï Sad) sur environ 1,02 km2. La majorité des fontaines de Peterhof s'y situent ainsi que plusieurs petites constructions. À l'est de ces jardins se trouve le parc Alexandria, une addition ultérieure considérée comme distincte de Peterhof.

## Autres édifices
Les palais de Monplaisir et de Marly (ce dernier inspiré du château de Marly, près de Versailles), ainsi que le pavillon du nom d'Ermitage furent construits dès l'origine. Les jardins du bas contiennent aussi une grande serre et dans le parc Alexandria se trouve le cottage à l'anglaise de Nicolas Ier. En 1820, le grand-duc rend visite au peintre Friedrich dans son atelier à Dresde et lui achète quelques tableaux mélancoliques qui seront installés dans le "cottage". Ces toiles sont en harmonie avec la chapelle impériale néogothique vouée à saint Alexandre Nevski, œuvre de Karl Friedrich Schinkel, et construite en 1829.

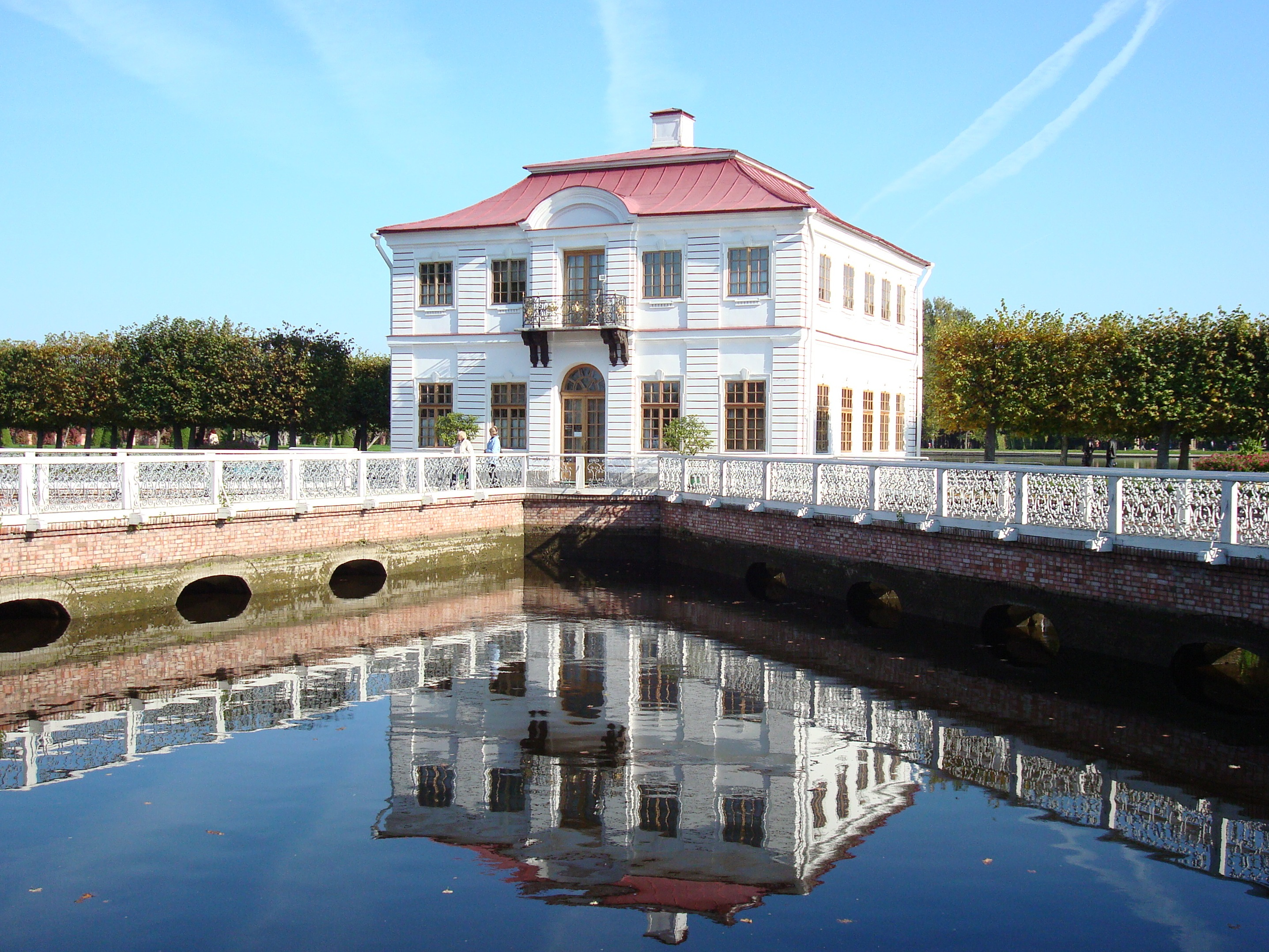
Palais de Marly

## Tourisme
Beaucoup de passionnés d'horlogerie profitent de la visite du palais pour ensuite aller visiter l'usine de montres de Petrodvorets, qui produit les montres de la marque Raketa et entre autres les montres de l'armée russe.